# レッドデリシャス
‘レッドデリシャス’（英: ‘Red Delicious’）は、アメリカ合衆国アイオワ州原産のリンゴ（セイヨウリンゴ）の栽培品種の1つである。1870年ごろに見つかった偶発実生に由来し、親品種などは明らかではない。‘デリシャス’や‘スタークデリシャス’ともよばれる。果実は特徴的な形をしており、長円錐形でがくあ部（果柄の反対側のくぼみ）の周囲に5個の突起がある。果皮は赤くなり、果肉は果汁が多く甘い。20世紀後半には非常に多く生産されていたが、21世紀には生産量が減少している。着色がより良い‘スターキングデリシャス’など多数の枝変わり品種があり、これらはまとめてデリシャス系品種とよばれる。また、‘レッドデリシャス’は‘ふじ’などの品種の親木でもある。

## 特徴
栽培は比較的容易で耐病性に優れ、豊産性。自家不和合性に関わるS遺伝子型はS9S28である。中生品種である。

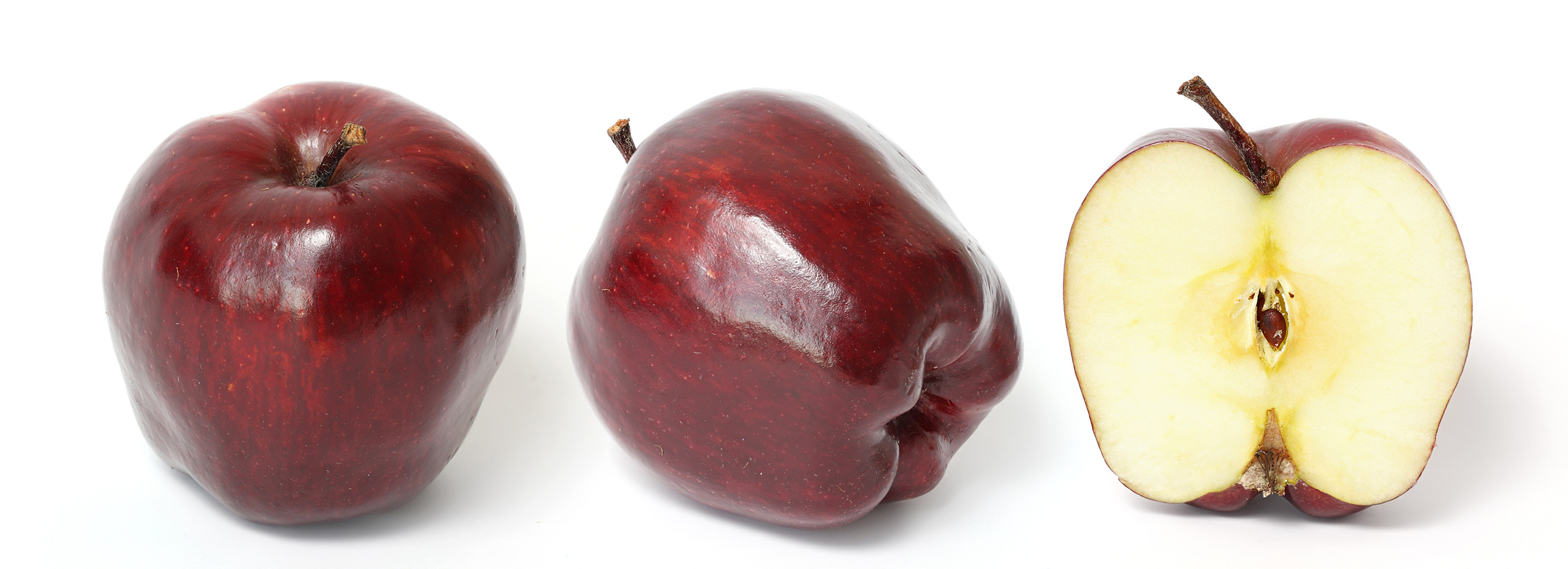
2. 果実とその断面

果実は中型、長円錐形、がくあ部（果柄と反対側の窪み）は5つの突起で囲まれている（上図1, 2）。果皮は硬く、地色は黄緑色で赤く着色し、濃い紫紅色に染まることもある。芳香があり、果肉はクリーム色、緻密、シャキシャキしており、果汁が多く甘く、酸味が少ない。蜜（葉から送られてきたソルビトールが他の糖に変換されずに蓄積したもの）が入りやすい。生食用に利用される。

## 歴史・生産

### 起源
米国アイオワ州マディソン郡ペルーにおいて、ジェシ・ハイアット (Jesse Hiatt) は自身の果樹園で管理していた木の間に偶然生じたリンゴの木を見つけた。現在では、この木は‘Yellow Bellflower’を種子親とし、‘Black Gilliflower’、‘Winesap’または‘Sheepnose Sweet’を花粉親としたものと考えられている。彼はこの木を2度伐採したが、そのたびに芽が出て再生したため、実をつけるまで放置された。そして1872年、この木は素晴らしい実をつけ、‘ホークアイ (Hawkeye)’と名付けられた。やがて1893年、種苗業者のスターク商会は新しいリンゴ品種を求めてコンテストを開き、これに出品されたハイアットの‘ホークアイ’は、最高賞に選ばれた。1894年にスターク商会は「ホークアイ」の全権利をハイアットから買い取り、‘デリシャス’、‘スタークデリシャス’と改名した。その後、スターク商会は1914年に黄色系の新しいリンゴ品種の権利を買い取り、これを‘ゴールデンデリシャス’と名付け、それまで‘デリシャス’や‘スタークデリシャス’と呼んでいた上記のリンゴ品種を‘レッドデリシャス’と改名した。

### 生産の推移

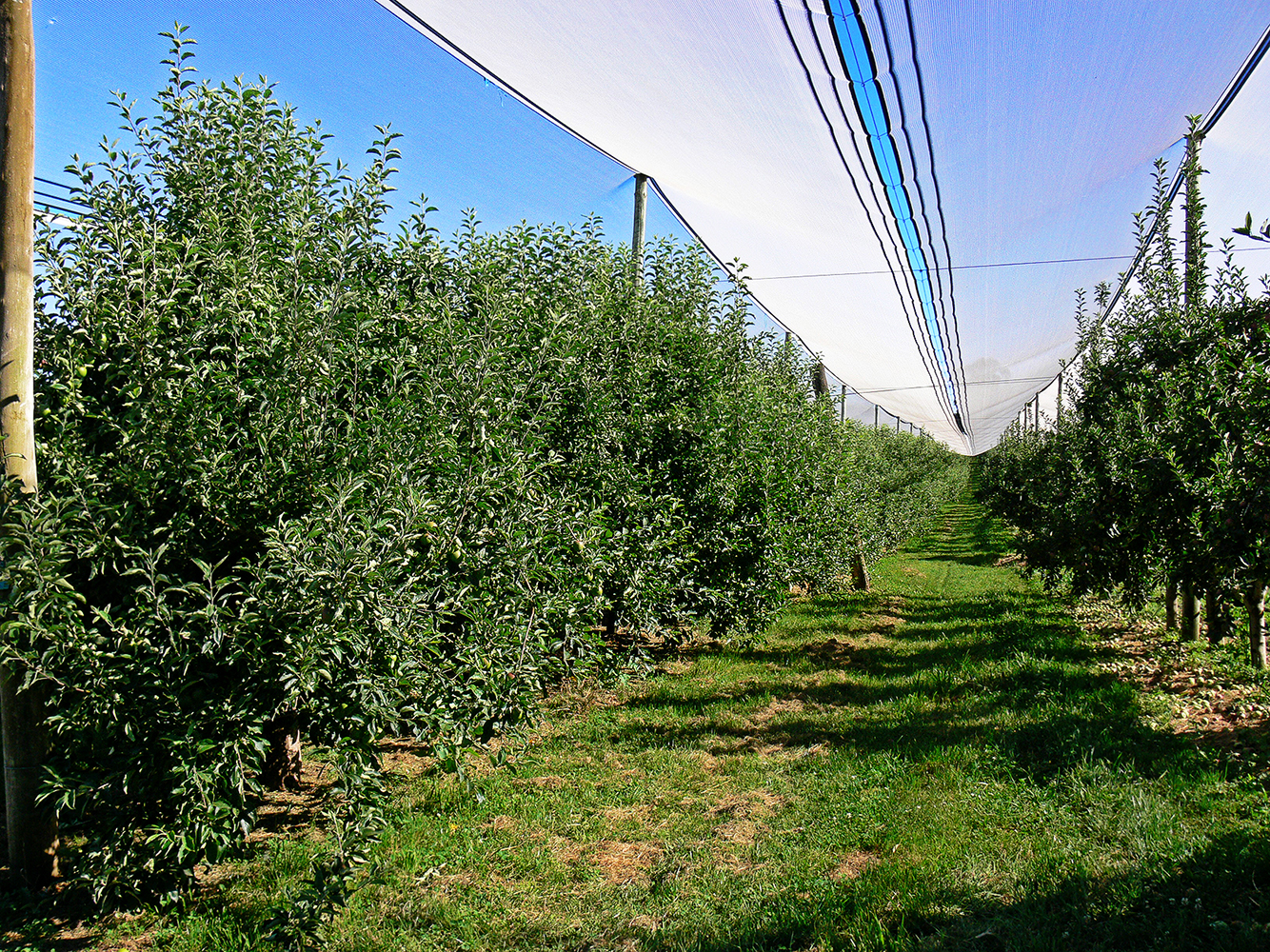
3. 防雹用の網の下の果樹

‘レッドデリシャス’はアメリカ合衆国で急速に多く栽培されるようになり（図3）、1968年から米国で最も生産量の多いリンゴ品種となった。1980年代には、ワシントン州で収穫されるリンゴの4分の3を占めていた。アメリカの消費者が大きなスーパーマーケットでまとめ買いをするようになって以降、風味や歯ざわりのいいリンゴよりも、見た目のいいリンゴや貯蔵性のよいリンゴが好まれる傾向が進み、これに応えることのできるレッドデリシャスは全米のスーパーマーケットの棚を占拠した。
しかし、1990年代に入ると‘ふじ’や‘ガラ’などの品種が米国で多く生産されるようになり、見た目や貯蔵性だけでなく味もよいこれらの品種へと消費者の好みが推移し、‘レッドデリシャス’への需要は低落していった。1990年代、上記のような消費者の好みの変化や中国産リンゴとの競争により、‘レッドデリシャス’に依存しすぎたワシントン州のリンゴ産業は潰滅の危機に瀕した。2000年にアメリカ合衆国議会はリンゴ産業救済法案を議決し、ビル・クリントンが署名した。1997年から2000年までの間だけでリンゴ生産者は7億6000万ドルの損失を出していた。2018年には、ついに‘ガラ’が‘レッドデリシャス’を抜き、米国における生産量最大の品種となった。
しかし、それでも‘レッドデリシャス’の生産量は多く、2022–2023年のアメリカ合衆国におけるリンゴ生産では、‘レッドデリシャス’の生産量（32,177,553ブッシェル）は全体の13.1%、品種別では第2位であった。ヨーロッパでも、2022–2023年の‘レッドデリシャス’生産量（35,956,302ブッシェル）は全体の5.7%、品種別で第3位であった。トルコでも、‘レッドデリシャス’（デリシャス系品種）の生産量が最も多い。
‘レッドデリシャス’は、1913年に日本に導入された。1965年頃まで日本では‘国光’や‘紅玉’が主要品種であったが、これらが暴落して急速に品種交代が進んだ結果、‘スターキングデリシャス’などのデリシャス系品種の生産が最も多くなった。しかし1981年（昭和57年）にデリシャス系は‘ふじ’に抜かれ、急速に生産量が減少し、2002年（平成14年）には調査において独立項目ではなくなった。

## 派生品種

### 枝変わり
リンゴは接ぎ木によって増やすため、同じ品種は遺伝的に同一なクローンであるが、まれに突然変異が起こって枝など木の一部が他と異なる性質を示すことがあり、「枝変わり」とよばれる。‘レッドデリシャス’には枝変わりに由来する品種が多数あり、最もよく知られたものとして‘スターキングデリシャス’ (‘Starking Delicious’) がある（下図4a）。他に‘レッドデリシャス’の枝変わりに由来する品種として、‘Idaho Delicious’、‘Oregon Spur’（下図4c）、‘Starkspur Supreme’、‘リチャードデリシャス (Richared Delicious)’、‘スタークリムゾンデリシャス (Starkrimson Delicious)’（下図4b）、‘Wellspur Delicious’などがある。このような‘レッドデリシャス’の枝変わりに由来する着色系品種や短果枝型品種は、デリシャス系品種と総称される。

### 交配
‘レッドデリシャス’（またはデリシャス系品種）を交配親とした新たな品種も多数作出されている。‘レッドデリシャス’を種子親としたものに‘おいらせ’（種子親は枝変わりの‘スターキングデリシャス’、花粉親は‘つがる’）、‘カメオ’（花粉親は不明）、‘北紅’（種子親は枝変わりの‘リチャードデリシャス’、花粉親は‘つがる’）、‘世界一’（花粉親は‘ゴールデンデリシャス’）などがある。‘レッドデリシャス’（またはデリシャス系品種）を花粉親としたものに‘エンパイア (Empire)’（種子親は‘マッキントッシュ’）、‘王鈴（金鈴）’（種子親は‘ゴールデンデリシャス’）、‘Orleans’（種子親は‘Deacon Jones’）、‘Kidd's Orange Red’（種子親は‘コックスオレンジピピン (Cox's Orange Pippin)’）、‘金星’（種子親は‘ゴールデンデリシャス’、花粉親はデリシャス系）、‘さんたろう’（種子親は‘はつあき’、花粉親は‘スターキングデリシャス’）、‘Jonadel’（種子親は‘紅玉’）、‘Jonalicious’（種子親は‘紅玉’）、‘Sweet Delicious’（種子親は‘Deacon Jones’）、‘Sonya’（種子親は‘ガラ’）、‘Chieftain’（種子親は‘紅玉’）、‘はるか’（種子親は‘ゴールデンデリシャス’、花粉親は‘スターキングデリシャス’）、‘弘大1号’（種子親は‘スターキングデリシャス’、花粉親は‘ゴールデンデリシャス’）、‘ふじ’（種子親は‘国光 (Ralls Janet)’）、‘福錦’（種子親は‘国光’）、‘Murasaki’（種子親は‘紅玉’）、‘Medina’（種子親は‘Deacon Jones’）、‘Legana’（種子親は‘Democrat’）、‘Regent’（種子親は‘Daniel's Red Duchess’）、‘レッドゴールド’（種子親は‘ゴールデンデリシャス’、花粉親は‘リチャードデリシャス’）などがある。